# 13 Wileński Batalion Strzelców
13 Wileński Batalion Strzelców „Rysiów” (13 bs) – pododdział piechoty Polskich Sił Zbrojnych.

## Formowanie i zmiany organizacyjne
Batalion został sformowany w składzie 4 Brygady Strzelców 25 października 1942 roku, w obozie Khánaqín, w Iraku. Jednostka została zorganizowana na bazie 13 pułku piechoty „Rysi”, według etatów brytyjskich.
W marcu 1943 roku 13 batalion „Rysi” został podporządkowany dowódcy 5 Wileńskiej Brygady Piechoty, a w jego struktury włączony 10 batalion strzelców.
12 maja 1945 roku baon przegrupował się do San Benedetto del Tronto, a w dniach 7-12 czerwca 1945 roku do Forlimpopoli. 11 lutego 1946 roku sześciu strzelców zostało przeniesionych do 20 batalionu saperów w Fano.
Po wojnie batalion, będąc w składzie wojsk okupacyjnych, pełnił między innymi służbę wartowniczą. W lutym 1946 ochraniał obiekty wojskowe i komunikacyjne w rejonie Ferrary.

## Działania bojowe batalionu
Pod koniec lutego  batalion przetransportowany został do  południowych Włoch. Tu przeszedł aklimatyzację i już 23 marca 1944 roku  skierowany został na linię frontu nad rzekę Sangro. Tam zluzował oddziały 2 Marokańskiej Dywizji Piechoty .

## „Rysie”
| Stopień                                               | Imię i nazwisko              | Okres pełnienia służby               | Kolejne stanowisko            |
| Dowódcy batalionu                                     | Dowódcy batalionu            | Dowódcy batalionu                    | Dowódcy batalionu             |
| ----------------------------------------------------- | ---------------------------- | ------------------------------------ | ----------------------------- |
| ppłk                                                  | Wincenty Powichrowski        | X 1942 – III 1943                    |                               |
| mjr/ppłk                                              | Władysław Kamiński           | III 1943 – † 17 V 1944 Monte Cassino |                               |
| mjr dypl.                                             | Wacław Jacyna                | 23 V – 7 VIII 1944                   |                               |
| mjr                                                   | Jan Dragan                   | 7 VIII – 5 X 1944                    |                               |
| mjr dypl.                                             | Edmund Różycki (p.o.)        | 18 X – 5 XII 1944                    | dowódca 64 batalionu piechoty |
| kpt./mjr                                              | Klemens Kowalczyński         | 5 X 1944 – 19 VI 1945                |                               |
| ppłk dypl.                                            | Olgierd Jaskold-Gabszewicz   | 19 VI 1945 – 16 IV 1946              |                               |
| mjr                                                   | mjr Józef Ćwiąkalski         | 16 IV 1946 – 1947                    |                               |
| Zastępcy dowódcy batalionu                            |                              |                                      |                               |
| kpt.                                                  | Leon Gnatowski               | X 1942 – III 1943                    |                               |
| mjr                                                   | Ludwik Ziobrowski            | III – XI 1943                        |                               |
| mjr                                                   | Jerzy Leon Gędzierski        | do 10 V 1944                         |                               |
| mjr                                                   | Jan Żychoń                   | od 17 V 1944                         |                               |
| kpt.                                                  | Marcelian Czechowski         | od 17 V 1944                         |                               |
| kpt.                                                  | Klemens Kowalczyński         | od VI 1944                           |                               |
| kpt.                                                  | Alfred Kolator               | od 15 IX 1944                        |                               |
| dowódcy 1 kompanii                                    |                              |                                      |                               |
| kpt.                                                  | Wacław Bujko                 |                                      |                               |
| kpt.                                                  | Wacław Pietrzak              |                                      |                               |
|                                                       |                              |                                      |                               |
| Obsada personalna 13 bs po reorganizacji w marcu 1943 |                              |                                      |                               |
| dowódca batalionu                                     | dowódca batalionu            | mjr Władysław Kamiński               | mjr Władysław Kamiński        |
| zastępca dowódcy baonu                                | zastępca dowódcy baonu       | mjr Ludwik Ziobrowski                | mjr Ludwik Ziobrowski         |
| dowódca kompanii dowodzenia                           | dowódca kompanii dowodzenia  | kpt. / mjr Jerzy Gędzierski          | kpt. / mjr Jerzy Gędzierski   |
| dowódca 1 kompanii strzelców                          | dowódca 1 kompanii strzelców | kpt. Wacław Bujko                    | kpt. Wacław Bujko             |
| dowódca 2 kompanii strzelców                          | dowódca 2 kompanii strzelców | por. Marcelian Czechowski            | por. Marcelian Czechowski     |
| dowódca 3 kompanii strzelców                          | dowódca 3 kompanii strzelców | por. Alfred Kolator                  | por. Alfred Kolator           |
| dowódca 4 kompanii strzelców                          | dowódca 4 kompanii strzelców | por. Franciszek Malik                | por. Franciszek Malik         |

Przy 13 bs służbę pełnił posterunek żandarmerii wystawiony ze składu 5 Szwadronu Żandarmerii. W 1945 roku komendantem posterunku był wachm. Piotr Jozajtis.

## Organizacja batalionu
Batalion strzelecki 2 KP na Bliskim Wschodzie i we Włoszech w latach 1943-1944:
- kompania dowodzenia
  - pluton łączności
  - pluton gospodarczy
  - pluton moździerzy (6 moździerzy)
  - pluton rozpoznawczy (13 carierów)
  - pluton przeciwpancerny (działa 6-funtowe)
  - pluton pionierów
  - pluton plot. (do marca/kwietnia 1944, od tego czasu jako pluton ckm)
- cztery kompanie strzeleckie
  - poczet dowódcy
  - trzy plutony strzeleckie
    - trzy drużyny strzelców
    - sekcja moździerzy

Batalion etatowo liczył 39 oficerów i 744 szeregowych. Posiadał 55 samochodów
Od października 1944 nowo sformowane bataliony strzeleckie organizowane były według nowego etatu, a od stycznia do marca 1945 wszystkie bataliony strzelców zostały przeformowane w/g etatu: 
- dowództwo batalionu: 5 oficerów, 54 szeregowych

- kompania dowodzenia (plutony: łączności, techniczno-gospodarczy) 5 oficerów, 91 szeregowych
- kompania wsparcia (plutony: rozpoznawczy, moździerzy, pionierów, ckm, oddział/pluton ppanc.) 7 oficerów, 184 szeregowych
- 4 kompanie strzelców 5 oficerów, 120 szeregowych

Łącznie 37 oficerów i 809 szeregowych.
|  |  |  |  |  |  |

## Symbole batalionu
Sztandar batalionu

26 stycznia 1944 uroczystość wręczenia sztandaru miała miejsce 9 stycznia 1944 r. jednak w przypisie 79 na s. 45 wymienił Piechota Polska 1939-1945, zeszyt 15, s. 67, gdzie została podana właściwa data - 26 stycznia 1944 r. w obozie wojskowym Quassasin pod Kairem dowódca Armii Polskiej na Wschodzie, gen. dyw. Władysław Anders wręczył dowódcy batalionu, majorowi Władysławowi Kamińskiemu sztandar ufundowany przez p. Wojtkiewicz. Rysunki na sztandar wykonała p. Bronowska, absolwenta sztuk pięknych Uniwersytetu Stefana Batorego, natomiast sztandar został wyhaftowany przez Polki w 1943, w Teheranie. Rodzicami chrzestnymi sztandaru zostali pp. Aniela i Nikodem Sulik.
Różni się on znacznie od przepisowego wzoru. Posiada kształt prostokąta i nie zawierał motywu krzyża kawalerskiego. Strona główna została wykonana z wzorzystego pąsowego adamaszku. Centralnym elementem jest haftowany białym jedwabiem orzeł i napis: "Honor i Ojczyzna 1943". W lewym górnym i prawym dolnym rogu umieszczono barwne sylwetki rysia. Na stronie odwrotnej, wykonanej z białego jedwabiu, znajdował się wizerunek Matki Boskiej Ostrobramskiej haftowany kolorowym jedwabiem z elementami malowanymi, a pod nim napis: "Pod Twoją obronę uciekamy się".
Obecnie sztandar eksponowany jest w Instytucie Polskim i Muzeum im. gen. Sikorskiego w Londynie.
Odznaka batalionu 

Zatwierdzona rozkazem dowódcy 2 Korpusu z 18 czerwca 1946 roku nr 76 pkt. 414.

Wykonana w srebrze dla oficerów, w metalu srebrzona i oksydowana dla szeregowych; wymiary 45 x 35 mm. Posiada formę głowy rysia z otwartą paszczą. Noszona na berecie w odległości 5 cm z lewej strony orzełka na podkładce sukiennej lub plastykowej, w kolorze ciemnowiśniowym.